# Ришин
Ришин (укр. Рішин) — село в Яворовской городской общине Яворовского района Львовской области Украины.
Население по переписи 2001 года составляло 151 человек. Занимает площадь 0,47 км². Почтовый индекс — 81010. Телефонный код — 3259.